# Havas Adolf (irodalomtörténész)
Havas Adolf, születési és 1902-ig használt nevén Hahn Adolf (Hódmezővásárhely, 1859. november 28. – Nagytétény, 1904. január 16.) magyar irodalomtörténész, tanár.

## Életpályája
Hahn Sámuel és Steiner Eleonóra fia. Középiskoláit szülővárosában és Szegeden végezte. A Budapesti Tudományegyetem bölcsészettudományi karán modern nyelveket és irodalmat tanult.  1879 és 1892 között Budapesten, majd 1882–1883-ban Szegeden tanított. 1883-ban magyar és francia nyelvből tanári vizsgát tett. 1884-ben a párizsi Collège de France és a Sorbonne egyetemeken irodalmi és nyelvészeti előadásokat hallgatott, majd hazafelé beutazta Németországot. 1884 októberétől Aradon, 1888-tól Székelyudvarhelyen, 1889-ben Székesfehérváron volt tanár. 1891-től néhány évig a székesfehérvári izraelita hitközség iskolaszékének elnöke, és a XI. izraelita községkerület jegyzője volt. Választmányi tag volt az Izraelita Magyar Irodalmi Társulatban. 1897-ben felvették a Comenius szabadkőműves páholyba. 1902-ben elméje elborult.
Petőfi Sándor verseinek kritikai kiadását ő rendezte elsőként sajtó alá (Petőfi Sándor összes művei, Athenaeum, 1892–1896).